# Asanaginica
Asanaginica (Hasanaginica) hrvatska je usmena balada, koja je nastala između 1646. i 1649. u Imotskoj krajini i prepričavala se s koljena na koljeno po Imotskom i okolini, postojeći tako u usmenom obliku, dok je nije zapisao 1774. godine talijanski putopisac i etnograf Alberto Fortis nazivajući je "morlačka balada" (morlačka = ilirička). 
Presudni Splitski rukopis koji je potvrdio hrvatsko podrijetlo Asanaginice otkrio je hrvatski povjesničar Dujam Srećko Karaman.
Analizom je utvrđeno da ju je spjevala kršćanka i majka.

## Povijest
Balada je prvi put objavljena u Fortisovoj knjizi "Put po Dalmaciji" u Mletcima. Od tog su se trenutka počeli nizati prijevodi ove pjesme na raznim svjetskim jezicima. Veliki umovi toga vremena kao Johann Wolfgang Goethe (1775.), Walter Scott (1798.), Aleksandar Sergejevič Puškin (1835.), Adam Mickiewicz (1841.) samo su neka od imena koja su prevodila "Asanaginicu". Za "Asanaginicu" se s pravom može reći da je jedna od najljepših i najzadivljujućih balada, koja je ikad nastala. 
Ta hrvatska narodna epsko-lirska pjesma do u naše vrijeme u južnim predjelima zabilježena je osam ili devet puta. "Fortis nije toliko poznavao hrvatski jezik kako bi u pjesmi mogao do kraja prepraviti ikavske oblike, već se pretpostavlja da mu je u prijevodu vjerojatno pomagao neki domaći čovjek. Dakle, što se tiče jezičnih osobitosti, Fortis je ostvario jedino tu preinaku ikavizama u jekavizme, ali ne do kraja pjesme. Fortisovu Asanaginicu do kraja je poijekavijo Vuk Karadžić. On je glasovno, oblično, sintaktički poštokavio Asanaginicu po vlastitom ukusu. Preveo ju je proglasivši je srpskom književnošću."
Znanstveno proučavanje i bavljenje Asanaginicom započinje tek sredinom druge polovice 19. stoljeća, čemu je najviše pridonio slovenski filolog Franc Miklošič, koji je nakon dvadesetak godina proučavanja potvrdio svoje pretpostavke da je ipak riječ o jezičnom izričaju osobitom za područje Imotske krajine te je na osnovu te pretpostavke, a kasnije i potvrde zaključio da je i sama balada nastala na spomenutom mjestu.

## Pozadina i stvarni likovi balade
Jezik balade prepun je turcizama, što je i logično, uzme li se u obzir da i drama i balada počivaju na predlošku stvarnoga događaja koji se dogodio za vrijeme tzv. kandijskoga rata (1645. – 1669.),  a kao "dugotrajan i tegotan po svojim razaranjima, ostao je duboko upamćen u svijesti stanovništva Dalmacije zahvaćenog ratnim vihorima. Ratna zbivanja i njihovi protagonisti, poglavito vojni zapovjednici domaćega podrijetla, svoje su trajno mjesto pronašli u narodnoj epici junačkoga obilježja.
Povijesno se može ustvrditi da je pri kraju toga rata čovjek zvan Asan-aga Arapović, velmoža i vlasnik sela Zagvozda, Župe i Grabovca bio teško ranjen. On je muž nesretne žene koja se po njemu zvala Asanaginica.
Balada je nastala u Imotskoj krajini, na mjestu odakle se u daljini naziru sjeverni visovi planine Biokovo (1762 m). Radnja se zbiva u Vrdolu, današnjem Zagvozdu i Župi gdje je Asan-aga Arapović imao velika imanja. Temelji Asan-agine kule postoje i danas, kao i mjesto gdje je Asanagica sahranjena. Njen grob leži u blizini ruševina kule, kraj tri bunara odakle je zahvaćala vodu.
Ozljede koje se spominju u baladi, Asan-aga je zadobio u borbi s kršćanskim odmetnicima (1645. – 1669.). Dok je ležao ranjen, njegova žena Fatima Arapović (rođ. Pintorović) nije ga nijednom posjetila, "od stida" kako navodi pjesma. To je bilo u jednom jako patrijarhalnom vremenu gdje se smatralo da je ženino mjesto u kući s djecom. No, Asan-aga se naljutio i poslao ženi poruku da da ga ne čeka na dvoru te da se vrati svojoj majci u Klis. Ona ga ipak čeka i nada se da će se predomisliti, no on je, jer je došao, tjera s dvora. 
To se događa najvjerojatnije između 1645. i 1648. Fatimin brat, beg Pintorović, mimo njene želje, ugovara brak s "imotskim kadijom". To je bio jedan od bogatijih Imoćana te je beg Pintorović htio izvući osobnu korist iz toga braka.
Asanaginica je tada već psihički slomljena žena koja pati za svojom djecom. Zaustavila je svatove kraj dvora da vidi djecu i da se oprosti od njih. Asan-agina surovost tada se primjećuje kad doziva djecu: "sirotice svoje koje majka neće ni da pogleda." 
Njeno srce nije moglo više izdržati i pada na zemlju te umire od bola i nepravde gledajući u svoju djecu:
Uput se je s dušom rastavila

Od žalosti gledajuć sirota!
Teško je znati šta se od ovoga stvarno dogodilo, možda sve, a možda samo poneki fragmenti. Ipak, zna se da su sljedeće osobe stvarno postojale:
- Asan Arapović – Asan-aga
- Asanaginica – Fatima Arapović (rođ. Pintorović), Asan-agina žena
- beg Pintorović, brat Fatime Arapović

Također postoje ostatci Asan-aginih dvora i kule, kao i Fatimin grob u blizini.
Književnik iz BiH Alija Isaković iznio je zanimljivu konstataciju, koju ne bi trebalo isključiti, iako je izrečena napola u šali, da je baladu mogla napisati i sama Asanaginica (Fatima Arapović) nemajući kome drugom ispričati svoju bol i patnju za djecom.
Među zanimljive podatke o Asanaginici je došao poznati hrvatski psihijatar Mijo Milas, služeći se spoznajama iz psihijatrijske struke:
- Asanaginicu je spjevala starija žena, majka i to kršćanka: pjesma pripada pjesmama koje su žene pjevale publici koja je razumjela takve pjesme. Pjesnikinja se uživljava u stanje svoje junakinje, projekcija). Da je kršćanka vidi se po tome elementu stida. Taj element najjasnije govori o kršćanskoj pripadnosti pjesme, jer se pjesnikinja spjevanim tekstom se ne zamjera nitkome, podilazi slušateljstvu te izbjegava kritičke momente.[6]
- Balada pripada hrvatskom katoličkom puku iz Zabiokovlja. Milas to vidi u središnjoj točki pjesme. Radi se o tome što je glavna junakinja stradala jer nije išla posjetiti ranjenoga muža, a muslimanke u takvim prigodama nisu posjećivale supruge, što je poznato iz povijesti i običaja. Postoje dodatni argumenti zašto pjesnik koji je musliman ne bi to uopće postavio. Kod muslimana je bio poznat talak (kad bi muž triput otjerao ženu, ona je morala otići), način na koji su se muslimanski parovi rastavljali, što je bio vrlo poznat običaj u Bosni. Autorica te pjesme ne zna za to odnosno sama pjesma uopće ne daje nikakvu naznaku o talaku.[6]

## Obrade u umjetnosti

### Hasanaginica, drama u HNK u Zagrebu
Hasanaginica, drama u stihovima Milana Ogrizovića, ishodišni je tekst na temelju kojeg je glumac i redatelj Mustafa Nadarević napisao svoju verziju slavne balade, zapisane 1774. godine, o tužnoj sudbini žene turskog age. Smještena u bezvremenski okvir,  Hasanaginica priča o čaršiji, Hasanaginu dvoru, ljubavi aginice i njezinu ponosu, a u priči se isprepliću dva vremena – sadašnje i vrijeme Hasanage, povezujući ljudske sudbine kroz vrijeme.
Hasanaginica u izvedbi Drame Hrvatskoga narodnog kazališta u Zagrebu (premijera predstave bila je 21. travnja 2006. godine) jedna je od najizvođenijih dramskih predstava u nekoliko proteklih sezona, izvedbama ne samo u Zagrebu, nego i na brojnim gostovanjima širom Hrvatske. 
Osvojene nagrade za predstavu Hasanaginice
- Nagrada Tito Strozzi Mustafi Nadareviću za režiju i ulogu Hasanage u sezoni 2005./2006.
- Nagrada publike Milan Begović na 17. Marulićevim danima
- Nagrada Marul Diani Kosec-Bourek za kostimografiju
- Nagrada Fabijan Šovagović Almi Prici za najbolju glumicu, Festival glumca u Vinkovcima, 2007.
- Nagrada Fabijan Šovagović Mustafi Nadareviću za najboljeg glumca, Festival glumca u Vinkovcima, 2007.[7]

### Asanaginica, prva bošnjačka opera
Asanaginica je služila i kao predložak za prvu bošnjačku operu, a premijerno je izvedena u Sarajevu 2000. godine. Libreto je napisao Nijaz Alispahić, glazbu je skladao Asim Horozić, redatelj je bio Sulejman Kupusović. U naslovnoj ulozi nastupila je primadona sarajevske Opere Amila Bakšić, a kao imotski kadija pojavljuje se poznati bh. tenor Jasmin Bašić.

### HasanaginicaAnte Vicana
Hrvatski glumac Ante Vican napisao je svoju adaptaciju Hasanaginice prema istoimenim dramama Milana Ogrizovića i Alekse Šantića.

## Vanjske poveznice
- O Asanaginici – Službena web stranica[neaktivna poveznica]
- O Asanaginici (engl.)
- Ostatci Asan-agine kule

### Ostali projekti
|  | Wikizvor ima izvorni tekst Asanaginica |